# پیتا تاد
پیتا تاد (انگلیسی: Peta Todd؛ زاده ۸ دسامبر ۱۹۸۶) یک مانکن اهل انگلستان است.